# Burgerlijke partij
De burgerlijke partij is in het Belgisch strafrecht de persoon die beweert schade te hebben opgelopen door een misdrijf en hiervoor schadevergoeding vraagt tijdens de strafprocedure. Het is met andere woorden niet enkel het slachtoffer van het misdrijf, maar iedere persoon die schade heeft geleden die zich burgerlijke partij kan stellen. Hier bestaan uitzonderingen op: Unia, Payoke enz. kunnen als burgerlijke partij optreden (bij welbepaalde misdrijven) zonder dat ze zelf schade hebben geleden.
Via de burgerlijke partijstelling wordt het slachtoffer partij in het strafproces. Burgerlijke partijstelling is echter geenszins verplicht. Bovendien kan men ook in een aparte procedure voor de burgerlijke rechter schadevergoeding vorderen.
De term "burgerlijke partij" moet niet verward worden met de term "benadeelde persoon".

## Plichten
De burgerlijke partij dient zichzelf (of via een advocaat) te melden om aanspraak te maken op haar rechten. De partij dient zelf haar nadeel te bewijzen. Deze melding kan gebeuren tijdens de zitting van de rechtbank zelf.
Men kan zich ook burgerlijke partij stellen door een "klacht met burgerlijke partijstelling bij de onderzoeksrechter". Tegen een vergoeding kan dan een onderzoeksrechter worden gevat. In dit geval moet er niet noodzakelijk een voorgaande klacht of gerechtelijk onderzoek lopende zijn. Op die manier heeft de klager zekerheid dat zijn zaak wordt onderzocht en kan hij van in het begin reeds zijn rechten doen gelden.

## Rechten
De burgerlijke partij heeft de volgende rechten : 
- inzage in het strafdossier;
- opheffing van bepaalde maatregelen vragen;
- bijkomende onderzoekshandelingen vragen.

Nationaal recht